# 帝国烟草
帝国烟草（英語：Imperial Tobacco）是一家總公司設於英國布里斯托尔的跨國烟草公司。

## 历史
帝國煙草是全球第四大香菸生產商，旗下擁有包括大衛杜夫（Davidoff）、威仕（West）、高盧（Gauloises）在內的香菸品牌。除了香菸生產外，帝國煙草同時也是全球最大的雪茄、烟丝和卷烟纸制造商。